# Hello Nasty
Hello Nasty es el quinto álbum de estudio de los Beastie Boys. Fue lanzado el 14 de julio de 1998 vía Capitol Records y vendió 681 000 copias en su primera semana, debutando en el #1 en las listas de ventas del Billboard 200. El álbum ganó dos premios Grammy en 1999, en las categorías de mejor álbum de música alternativa y mejor actuación de Rap por un dúo o grupo por "Intergalactic".

## Grabación
Hello Nasty fue lanzado el 14 de julio de 1998—cuatro años después del álbum anterior del grupo, Ill Communication— y marcó la incorporación del campeón DMC Mix Master Mike en la formación del grupo. "Song for Junior" dispone de Miho Hatori en la voz y "Dr. Lee, PhD" cuenta con la estrella del dub Lee Scratch Perry en voz y percusión. El álbum también marca la incorporación de Eric Bobo como percusionista de la banda, así como la última vez que trabaja como coproductor de los Beastie Boys.
El título del álbum fue inspirado por la recepcionista de la empresa de publicidad Nasty Little Man (en Nueva York) quién contestaba el teléfono con el saludo "Hello Nasty".

## Recepción
Hello Nasty recibió críticas mayormente positivas tras su liberación. Caroline Sullivan de The Guardian elogió el álbum, aunque Stephen Thomas Erlewine de Allmusic sentía que era "un poco decepcionante". Entertainment Weekly le dio al álbum la clasificación B+ y David Browne (que trabaja en Entertainment Weekly) destacó los sonidos de múltiples géneros y la amplia gama de estilos musicales, como su aspecto más atractivo.

### Galardones
| Publicación        | País           | Galardón                                                            | Año    | Ranking |
| ------------------ | -------------- | ------------------------------------------------------------------- | ------ | ------- |
| Les Inrockuptibles | Francia        | Los mejores 50 álbumes del año                                      | 1998   | 44      |
| Melody Maker       | Reino Unido    | Los mejores 50 álbumes del año                                      | 1998   | 2       |
| Mixmag             | Reino Unido    | Los mejores 10 álbumes del año                                      | 1998   | 5       |
| Musikexpress       | Alemania       | Los mejores 50 álbumes del año                                      | 1998   | 22      |
| Muzik              | Reino Unido    | Los mejores 75 álbumes del año                                      | 1998   | 2       |
| NME                | Reino Unido    | Los mejores 50 álbumes del año                                      | 1998   | 2       |
| Q                  | Reino Unido    | Los mejores álbumes del año                                         | 1998   | *       |
| Rocksound          | Francia        | Los mejores 50 álbumes del año                                      | 1998   | 17      |
| Rolling Stone      | Estados Unidos | Los mejores 5 álbumes del año Las grabaciones esenciales de los 90s | 1998 — | 2 *     |
| Select             | Reino Unido    | Los mejores 30 álbumes del año                                      | 1998   | 13      |
| SPIN               | Estados Unidos | Los mejores 20 álbumes del año                                      | 1998   | 10      |
| Technikart         | Francia        | Los mejores 10 álbumes del año                                      | 1998   | 2       |
| The Face           | Reino Unido    | Los mejores 20 álbumes del año                                      | 1998   | 11      |
| The Village Voice  | Estados Unidos | Álbumes de la encuesta del año                                      | 1998   | 9       |
| Uncut              | Reino Unido    | Los mejores 40 álbumes del año                                      | 1998   | 12      |

## Lista de canciones
| N.º | Título                                         | Duración |  |
| 1.  | «Super Disco Breakin'»                         | 2:07     |  |
| 2.  | «The Move»                                     | 3:35     |  |
| 3.  | «Remote Control»                               | 2:58     |  |
| 4.  | «Song for the Man» (con Brooke Williams)       | 3:13     |  |
| 5.  | «Just a Test»                                  | 2:12     |  |
| 6.  | «Body Movin'»                                  | 3:03     |  |
| 7.  | «Intergalactic»                                | 3:51     |  |
| 8.  | «Sneakin' Out the Hospital»                    | 2:45     |  |
| 9.  | «Putting Shame in Your Game»                   | 3:37     |  |
| 10. | «Flowin' Prose»                                | 2:39     |  |
| 11. | «And Me»                                       | 2:52     |  |
| 12. | «Three MC's and One DJ»                        | 2:50     |  |
| 13. | «The Grasshopper Unit (Keep Movin')»           | 3:01     |  |
| 14. | «Song for Junior»                              | 3:49     |  |
| 15. | «I Don't Know» (con Miho Hatori de Cibo Matto) | 3:00     |  |
| 16. | «The Negotiation Limerick File»                | 2:46     |  |
| 17. | «Electrify»                                    | 2:22     |  |
| 18. | «Picture This» (con Brooke Williams)           | 2:25     |  |
| 19. | «Unite»                                        | 3:31     |  |
| 20. | «Dedication»                                   | 2:32     |  |
| 21. | «Dr. Lee, PhD» (con Lee "Scratch" Perry)       | 4:50     |  |
| 22. | «Instant Death»                                | 3:22     |  |

| Bonus tracks Japonés |                                         |          |  |
| N.º                  | Título                                  | Duración |  |
| 23.                  | «Slow and Low» (Mixmaster Mike Version) |          |  |

| Edición Tour: Disco bonus |                                                 |          |  |
| N.º                       | Título                                          | Duración |  |
| 1.                        | «Hail Sagan (Special K)»                        | 4:06     |  |
| 2.                        | «Body Movin'» (Fatboy Slim Remix)               | 5:34     |  |
| 3.                        | «Intergalactic» (Prisoners of Technology Remix) | 5:46     |  |
| 4.                        | «Peanut Butter & Jelly»                         | 2:16     |  |

| Disco bonus de la edición remasterizada 2009 |                                                           |          |  |
| N.º                                          | Título                                                    | Duración |  |
| 1.                                           | «Description of a Strange Man»                            |          |  |
| 2.                                           | «Dirty Dog»                                               |          |  |
| 3.                                           | «Intergalactic» (Colleone & Webb Remix)                   |          |  |
| 4.                                           | «Dr. Lee, PhD» (Dub Mix)                                  |          |  |
| 5.                                           | «Switched On»                                             |          |  |
| 6.                                           | «Body Movin'» (Fatboy Slim Remix)                         |          |  |
| 7.                                           | «Auntie Jackie Poom Poom Delicious»                       |          |  |
| 8.                                           | «Putting Shame in Your Game» (Prunes Remix)               |          |  |
| 9.                                           | «Stink Bug»                                               |          |  |
| 10.                                          | «Peanut Butter & Jelly»                                   |          |  |
| 11.                                          | «Piano Jam»                                               |          |  |
| 12.                                          | «Happy to Be in That Perfect Headspace»                   |          |  |
| 13.                                          | «The Negotiation Limerick File» (The 41 Small Star Remix) |          |  |
| 14.                                          | «The Drone»                                               |          |  |
| 15.                                          | «20 Questions Version»                                    |          |  |
| 16.                                          | «The Biz Grasshopper Experiment»                          |          |  |
| 17.                                          | «Hail Sagan (Special K)»                                  |          |  |
| 18.                                          | «Body Movin'» (Kut Masta Kurt Remix)                      |          |  |
| 19.                                          | «Creepin'»                                                |          |  |
| 20.                                          | «Learning Remote Control»                                 |          |  |
| 21.                                          | «Oh My Goodness This Record's Incredible»                 |          |  |

## Personal
- Michael Lavine – fotografía
- Cey Adams – dirección de arte
- Bill McMullen – diseño
- Beastie Boys, Mario Caldato Jr – producción
- Mix Master Mike – DJ
- Money Mark – teclados
- Biz Markie, Bobbito, Jill Cunniff, Miho Hatori, Lee "Scratch" Perry, Brooke Williams – voz
- Lord Sear – beatbox
- Eric Bobo, Duduka, Richard Siegler – percusión
- Nelson Keane Carse – trombón
- Joe Locke – vibrafón
- Jane Scarpantoni – violonchelo
- Steve Slagle – flauta
- Paul Vercesi – saxo alto
- Brian G. Wright – violín, viola
- Robert Perlman – beats
- Pat Shannahan – samples
- Steve Revitte, Suzanne Dyer, Mario Caldato Jr – ingenieros
- Andy VanDette, Howie Weinberg – masterización